# Martin Gunnarsson
Martin Ingemar Gunnarsson (* 30. März 1927 in Töreboda, Schweden; † 23. September 1982 in Columbus) war ein US-amerikanischer Sportschütze.

## Erfolge
Martin Gunnarsson emigrierte aus Schweden in die Vereinigten Staaten. Er nahm an den Olympischen Spielen 1964 in Tokio teil, wo er im Dreistellungskampf mit dem Freien Gewehr startete. Mit 1136 erzielten Punkten belegte er hinter Gary Anderson und Schota Kweliaschwili den dritten Platz, sodass er die Bronzemedaille gewann. Zwei Jahre darauf gewann er bei den Weltmeisterschaften in Wiesbaden auch im Mannschaftswettbewerb des Dreistellungskampfes mit dem Standardgewehr die Bronzemedaille. Bei Panamerikanischen Spielen sicherte er sich zweimal die Goldmedaille: sowohl 1959 in Chicago als auch 1963 in São Paulo beendete er die Mannschaftskonkurrenz mit dem Freien Gewehr im liegenden Anschlag auf dem ersten Platz.
Martin Gunnarsson diente bei der US Army. 2017 wurde er in die Hall of Fame des US-amerikanischen Schützenverbandes aufgenommen.